# Muzeum Kosmonautyki im. Siergieja Korolowa
Muzeum Kosmonautyki im. Siergieja Korolowa (ukr. Музей космонавтики імені Сергія Павловича Корольова) – muzeum astronautyki w Żytomierzu, rodzinnym mieście Siergieja Korolowa.
1 sierpnia 1970 roku w Żytomierzu otwarto pamiątkowy dom-muzeum Siergiej Korolow. W domu, w którym Korolow spędził dzieciństwo, prezentowano meble, rzeczy osobiste i dokumenty rodziny.  Wystawa prezentuje unikatową kolekcję próbek technologii kosmicznej, sprzęt i materiały astronautów, jak również dokumenty, fotografie, pamiątki w kwestiach kosmicznych. W 1987 roku ukończono budynek pod wystawę „Kosmos”, która 1 czerwca 1991 została otwarta jako część muzeum.
W 2016 roku Żytomierz rozpoczął tradycję organizowania festiwalu eksperymentalnej muzyki elektronicznej „ATOM”. Większość imprez zorganizowano na terenie Muzeum kosmonautyki.